# Томас Соуелл
Томас Соуелл (/soʊl/ SOHL; нар. 30 червня 1930) — американський економіст, історик економіки та соціально-політичний коментатор. Він є старшим науковим співробітником Інституту Гувера.  Маючи широко опубліковані коментарі та книги, а також виступаючи як гість на телебаченні та радіо, він є відомим голосом в американському консервативному русі як видатний чорношкірий консерватор. Він був нагороджений Національною медаллю за гуманітарні науки від президента Джорджа Буша-молодшого у 2002 році.
Соуелл народився в Гастонії, Північна Кароліна, і виріс у Гарлемі, штат Нью-Йорк. Через бідність і труднощі вдома він кинув середню школу Стайвесант і працював на різних випадкових заробітках, зрештою служивши в Корпусі морської піхоти США під час Корейської війни. Після цього він закінчив Гарвардський університет з відзнакою magna cum laude у 1958 році. Наступного року він отримав ступінь магістра економіки в Колумбійському університеті та ступінь доктора філософії з економіки в Чиказькому університеті в 1968 році. У своїй академічній кар'єрі він обіймав професорські посади в Корнельському університеті, Університеті Брандейса та Каліфорнійському університеті в Лос-Анджелесі. Він також працював в аналітичних центрах, зокрема в URBAN інститут. З 1977 року він працює в Інституті Гувера при Стенфордському університеті, де є старшим науковим співробітником Роуз і Мілтона Фрідмана з питань державної політики.
Соуелл був важливою фігурою в консервативному русі за часів Рейгана, впливаючи на колегу-економіста Волтера Е. Вільямса та суддю Верховного суду США Кларенса Томаса. Йому пропонували посаду Федерального торгового комісара в адміністрації Форда, і його розглядали на посади, зокрема міністра освіти США в адміністрації Рейгана, але він обидва рази відмовився.
Соуелл є автором понад 45 книг (включаючи переглянуті та нові видання) на різні теми, зокрема політику, економіку, освіту та расу, і він був колумністом у понад 150 газетах. Його погляди описуються як консервативні, особливо з соціальних питань; лібертаріанські, особливо з економіки; або лібертаріансько-консервативні. Він сказав, що його, можливо, найкраще назвати лібертаріанцем, хоча він не погоджується з «лібертаріанським рухом» з деяких питань, таких як національна оборона

## Раннє життя
Соуелл народився в 1930 році в бідній родині в Гастонії, Північна Кароліна. Його батько помер незадовго до його народження, залишивши матір Соуелла, служницю, яка вже мала чотирьох дітей. Двоюрідна бабуся та дві її дорослі доньки удочерили Соуелла та виховували його. Його мати померла через кілька років від ускладнень під час пологів ще однієї дитини. У своїй автобіографії «Особиста одіссея» Соуелл писав, що його дитячі зустрічі з білими людьми були настільки обмеженими, що він не знав, що блонд — це колір волосся. Він згадує, що його перші спогади пов'язані з життям у маленькому дерев'яному будинку в Шарлотті, який, за його словами, був типовим для більшості чорних районів. Він розташовувався на ґрунтовій вулиці та не мав ні електрики, ні проточної води.Коли Соуеллу було дев'ять років, він переїхав зі своєю великою родиною з Північної Кароліни до Гарлему, штат Нью-Йорк. Сімейні сварки змусили його та його тітку жити в кімнатах у чужих квартирах.
Соуелл отримав кваліфікацію до середньої школи Стайвесант, престижної академічної середньої школи в Нью-Йорку; він був першим у своїй родині, хто навчався після шостого класу. Однак він був змушений кинути навчання у віці 17 років через фінансові труднощі та сімейні сварки. Він працював на різних випадкових роботах, зокрема працюючи довгі години в механічній майстерні та кур'єром для Western Union.  Він також спробував себе в команді Brooklyn Dodgers у 1948 році. Соуелла призвали до збройних сил у 1951 році під час Корейської війни та призначили до Корпусу морської піхоти США. Хоча Соуелл виступав проти війни та стикався з расизмом, він зміг знайти самореалізацію як фотограф, що зрештою стало його улюбленим хобі. Він був почесно звільнений у 1952 році.

## Вища освіта та початок кар'єри
Після звільнення з військової служби Соуелл закінчив середню школу, влаштувався на державну службу у Вашингтоні, округ Колумбія, та відвідував вечірні заняття в Університеті Говарда, історично чорному коледжі. Його високі бали на іспитах College Board та рекомендації двох професорів допомогли йому вступити до Гарвардського університету, який він закінчив з відзнакою magna cum laude у 1958 році зі ступенем бакалавра мистецтв з економіки. Наступного року він отримав ступінь магістра мистецтв у Колумбійському університеті. Спочатку Соуелл обрав Колумбійський університет для навчання у Джорджа Стіглера, який пізніше отримав Нобелівську премію з економіки, але коли дізнався, що Стіглер перейшов до Чиказького університету, він пішов за ним туди та навчався на докторський ступінь у Стіглера після прибуття восени 1959 року.
Соуелл сказав, що був марксистом у свої 20 років. Однією з його найперших професійних публікацій було співчутливе дослідження марксистської думки проти марксистсько-ленінської практики. Але в 1960 році він почав змінювати свою думку щодо підтримки вільноринкової економіки після вивчення можливого впливу мінімальної заробітної плати на безробіття працівників цукрової промисловості в Пуерто-Рико, будучи стажером Міністерства праці США. Працівники департаменту були здивовані його питаннями, сказав він, і зробив висновок: «вони точно не збиралися займатися жодною перевіркою закону».
Соуелл отримав ступінь доктора філософії з економіки в Чиказькому університеті в 1968 році.[30] Його дисертація мала назву «Закон Сея та загальна суперечка щодо перенасичення».

## Академічна кар'єра
З 1965 по 1969 рік Соуелл був доцентом кафедри економіки в Корнельському університеті. 30 років потому, пишучи про захоплення Віллард-Стрейт-Холу темношкірими студентами в Корнельському університеті в 1969 році, Соуелл охарактеризував студентів як «хуліганів» із «серйозними академічними проблемами, [яких] приймали за нижчими академічними стандартами», і зазначив: «Так сталося, що поширений расизм, з яким темношкірі студенти нібито стикалися на кожному кроці в кампусі та в місті, не був для мене очевидним протягом чотирьох років, що я викладав у Корнельському університеті та жив в Ітаці».
Соуелл викладав економіку в Університеті Говарда, Рутгерському університеті, Університеті Брандейса, Амхерстському коледжі та Каліфорнійському університеті в Лос-Анджелесі. У Говарді, як писав Соуелл, йому запропонували посаду завідувача кафедри економіки, але він відмовився. З 1980 року він є старшим науковим співробітником Інституту Гувера при Стенфордському університеті, де має стипендію, названу на честь Роуза та Мілтона Фрідмана, його наставника. Призначення Гувера, оскільки воно не передбачало викладання, дало йому більше часу для численних робіт. Крім того, Соуелл кілька разів з'являвся на шоу Вільяма Ф. Баклі-молодшого «Лінія вогню», під час якого він обговорював економіку раси та приватизації. Соуелл писав, що поступово втратив віру в академічну систему, посилаючись на низькі академічні стандарти та контрпродуктивну університетську бюрократію, і вирішив залишити викладання після закінчення навчання в Каліфорнійському університеті в Лос-Анджелесі. У своїй книзі «Особиста одіссея» він розповідає: «Я приїхав до Амгерста, по суті, щоб знайти причини продовжувати викладати. Натомість я знайшов ще більше причин, щоб відмовитися від академічної кар'єри».
В одному з інтерв'ю Соуелл сказав, що адміністрація Форда запропонувала йому посаду Федерального торгового комісара в 1976 році, але після того, як він скористався цією можливістю, він відмовився від розгляду, щоб уникнути політичних ігор, пов'язаних з цією посадою. В іншому інтерв'ю він сказав, що йому запропонували посаду міністра освіти США, але він відмовився. У 1980 році, після обрання Рейгана, Соуелл і Генрі Лукас організували Конференцію чорних альтернатив, щоб об'єднати чорношкірих і білих консерваторів; одним із учасників був молодий Кларенс Томас, тодішній помічник конгресмена. Соуелла було призначено членом Консультативного комітету з економічної політики адміністрації Рейгана, але він пішов у відставку після першої зустрічі, не люблячи подорожувати із Західного узбережжя та тривалих дискусій у Вашингтоні; У своєму рішенні піти у відставку Соуелл посилався на «думку (і приклад) Мілтона Фрідмана, що деякі люди можуть зробити більший внесок, залишаючись поза урядом».
У 1987 році Соуелл свідчив на користь судді федерального апеляційного суду Роберта Борка під час слухань щодо його висунення до Верховного суду США. У своїх свідченнях Соуелл сказав, що Борк був «найкваліфікованішим кандидатом цього покоління» і що те, що він розглядав як судовий активізм, концепція, якій Борк протистояв як самопроголошений оригіналіст і текстуаліст, «не було корисним для меншин».
У рецензії на книгу Соуелла 1987 року «Конфлікт бачень» Ларрі Д. Нахман у «Коментарі» описав Соуелла як провідного представника Чиказької школи економіки.

## Твори та думки
Теми творчості Соуелла варіюються від соціальної політики щодо раси, етнічних груп, освіти та прийняття рішень до класичної та марксистської економіки та проблем дітей, яких сприймають як дітей з інвалідністю.
Соуелл мав національну синдиковану колонку, що розповсюджувалася Creators Syndicate та публікувалась у журналах Forbes та National Review, а також The Wall Street Journal, The Washington Times, The New York Post та інших великих газетах, а також онлайн на таких веб-сайтах, як RealClearPolitics, Townhall, WorldNetDaily та Jewish World Review. Соуелл коментував актуальні питання, серед яких упередженість ліберальних ЗМІ; судовий активізм та оригіналізм; аборти; мінімальна заробітна плата; загальна медична допомога; напруженість між державною політикою, програмами та захистом і сімейною автономією; позитивна дискримінація; урядова бюрократія; контроль над зброєю; войовничість у зовнішній політиці США; війна з наркотиками; мультикультуралізм; правління натовпу; та скасування рішення у справі Роу проти Вейда. Згідно з журналом «Журнал чорношкірих у вищій освіті», Соуелл був найчастіше цитованим чорношкірим економістом між 1991 і 1995 роками та другим за частотою цитування між 1971 і 1990 роками.
Він був частим гостем на шоу Раша Лімбо, де розмовляв з Волтером Е. Вільямсом, який був ведучим на заміну Лімбо.
27 грудня 2016 року Соуелл оголосив про завершення своєї синдикованої колонки, написавши, що у віці 86 років «питання не в тому, чому я кидаю справу, а в тому, чому я так довго цим займався», і посилався на бажання зосередитися на своєму хобі – фотографії.
У телешоу «Вільний вибір», яке розповсюджує мережа «Вільний вибір», Соуелл разом з Мілтоном Фрідманом та низкою інших учасників дискусії обговорюють взаємозв'язок між свободою та індивідуальним економічним вибором. Документальний фільм під назвою «Томас Соуелл: Здоровий глузд у безглуздому світі» був випущений мережею Free to Choose Network у 2021 році, що детально описує його кар'єру.

### Економічна та політична ідеологія
До весни 1972 року Соуелл був зареєстрованим демократом, після чого він покинув Демократичну партію та вирішив більше не пов'язуватися з жодною політичною партією, заявивши: «Я був настільки огидний до обох кандидатів, що взагалі не голосував». Хоча його часто описують як чорношкірого консерватора, Соуелл сказав: «Я волію не мати ярликів, але підозрюю, що «лібертаріанець» підійшов би мені більше, ніж багатьом іншим, хоча я не погоджуюся з лібертаріанським рухом з багатьох питань». Його описують як одного з найвидатніших прихильників сучасного класичного лібералізму разом із Фрідріхом Гаєком та Ларрі Арнхартом. Соуелл пише переважно на економічні теми, загалом виступаючи за вільноринковий підхід до капіталізму. Соуелл виступає проти Федеральної резервної системи, стверджуючи, що вона не змогла запобігти економічним депресіям та обмежити інфляцію. Соуелл описав своє дослідження Карла Маркса у своїй автобіографії; Як колишній марксист, який на початку своєї кар'єри розчарувався в ньому, він рішуче виступає проти марксизму, подаючи критику у своїй книзі «Марксизм: філософія та економіка» (1985).
Соуелл також написав трилогію книг про ідеології та політичні позиції, зокрема «Конфлікт бачень», в якій він говорить про витоки політичних конфліктів; «Бачення Помазаника», в якій він порівнює консервативний/лібертаріанський та ліберально-прогресивний світогляди; та «Прагнення космічної справедливості», в якій, як і в багатьох інших своїх творах, він викладає свою тезу про потребу інтелектуалів, політиків та лідерів виправити та вдосконалити світ утопічним і, зрештою, як він постулює, катастрофічним чином. Окремо від трилогії, але також обговорюючи цю тему, він написав «Інтелектуали та суспільство», спираючись на свої попередні роботи, в яких він обговорює те, що він вважає сліпою гординею та безглуздістю інтелектуалів у різних сферах.
Його книга «Знання та рішення», що отримала премію Центру права та економіки 1980 року, була проголошена «знаковою роботою», обраною для цієї премії «через її переконливий внесок у наше розуміння відмінностей між ринковим процесом і процесом управління». Оголошуючи нагороду, центр відзначив Соуелла, чий «внесок у наше розуміння процесу регулювання сам по собі зробив би книгу важливою, але, знову підкреслюючи різноманітність та ефективність, які робить можливими ринок, [його] робота глибшає та стає ще більш значною». Фрідріх Гаєк писав: «Цілком оригінальним чином [Соуелл] успішно перетворює абстрактні та теоретичні аргументи на дуже конкретне та реалістичне обговорення центральних проблем сучасної економічної політики».
Соуелл виступає проти встановлення мінімальної заробітної плати урядами, стверджуючи у своїй книзі «Основи економіки»: «На жаль, реальна мінімальна заробітна плата завжди дорівнює нулю, незалежно від законів, і це та заробітна плата, яку багато працівників отримують після створення або ескалації встановленої урядом мінімальної заробітної плати, тому що вони або втрачають роботу, або не можуть знайти її, коли вступають на ринок праці». Він далі стверджує, що мінімальна заробітна плата непропорційно впливає на «членів расових або етнічних меншин», які зазнали дискримінації. Він стверджує: «До того, як у 1930-х роках було запроваджено федеральні закони про мінімальну заробітну плату, рівень безробіття серед чорношкірих був дещо нижчим, ніж рівень безробіття серед білих у 1930 році. Але потім були прийняті Закон Девіса-Бейкона 1931 року, Закон про національне промислове відновлення (NIRA) 1933 року та Закон про справедливі трудові стандарти (FLSA) 1938 року – всі вони встановили встановлену урядом мінімальну заробітну плату або в певному секторі, або в ширшому сенсі... До 1954 року рівень безробіття серед чорношкірих був вдвічі вищим, ніж серед білих, і продовжує залишатися на цьому рівні або вищим. Ті, хто особливо сильно постраждав від безробіття, були чорношкірими підлітками чоловічої статі».
Соуелл також виступає за декриміналізацію всіх наркотиків. Він виступає проти законів про контроль над зброєю, стверджуючи: «Загалом, вони не рятують життя, а коштують життів».

### Раса та етнічна приналежність
Соуелл підтримує консервативні політичні позиції щодо раси і відомий своїми їдкими, саркастичними критичними зауваженнями на адресу ліберальних чорношкірих діячів руху за громадянські права. Соуелл стверджував, що системний расизм є неперевіреною, сумнівною гіпотезою, пишучи: «Я не думаю, що навіть люди, які її використовують, мають чітке уявлення про те, що вони говорять», і порівняв її з пропагандистськими тактиками, які використовував Йозеф Геббельс, тому що якщо її «повторювати достатньо довго і голосно», люди «піддаються» їй. 
У кількох своїх працях, зокрема «Економіка і політика раси» (1983), «Етнічна Америка» (1981), «Афірмативна дія у світі» (2004) та інших книгах, Соуелл ставить під сумнів уявлення, що прогрес чорношкірих є результатом прогресивних урядових програм або політики. Він стверджує, що багато проблем, пов'язаних з чорношкірими людьми в сучасному суспільстві, не є унікальними ні для американських етнічних груп, ні для сільського пролетаріату, який бореться з розладом у процесі урбанізації, як обговорюється в його книзі «Чорні селяни та білі ліберали» (2005). Він критично ставиться до позитивних дій та квот на основі раси.
Коли люди звикають до преференційного ставлення, рівне ставлення здається дискримінацією.
Він не погоджується з думкою, що уряд є помічником або рятівником меншин, стверджуючи, що історичні дані свідчать про протилежне. У книзі «Позитивні дії у світі» Соуелл стверджує, що позитивні дії впливають на більше груп, ніж зазвичай вважається, хоча їхній вплив відбувається через різні механізми і вже давно перестав бути вигідним для чорношкірих.
Одна з небагатьох політик, про яку можна сказати, що вона шкодить практично кожній групі по-різному. ... Очевидно, що білі та азіати програють, коли ви надаєте преференції чорношкірим або латиноамериканським студентам, але чорношкірі та латиноамериканці програють, тому що зазвичай студенти, які мають всі необхідні якості для успіху в коледжі, вступають до коледжів, де стандарти настільки вищі, що вони провалюються.
У книзі «Інтелектуали та раса» (2013) Соуелл стверджує, що розбіжності в коефіцієнті інтелекту (IQ) між етнічними групами або всередині них не є чимось дивним або незвичайним. Він зазначає, що приблизно 15-бальна різниця в сучасних показниках IQ чорношкірих і білих людей схожа на різницю між середнім показником по країні та показниками певних етнічних груп білих людей у минулі роки, в періоди, коли країна приймала нових іммігрантів. 

### Синдром Ейнштейна: розумні діти, які пізно починають говорити
Книга Соуелла «Синдром Ейнштейна: розумні діти, які пізно починають говорити» була опублікована в 2021 році як продовження його книги «Діти, які пізно починають говорити». У ній Соуелл обговорює те, що він називає «синдромом Ейнштейна», який стосується феномену дітей, які пізно починають говорити. Соуелл стверджує, що цих дітей часто помилково діагностують як аутизм або глибокі розлади розвитку. Він посилається, зокрема, на дослідження Стівена Камарата та Стівена Пінкера. Соуелл стверджує, що ця риса вплинула на багатьох історичних постатей, які зробили видатну кар'єру, таких як фізики Альберт Ейнштейн, Едвард Теллер і Річард Фейнман; математик Джулія Робінсон; музиканти Артур Рубінштейн і Клара Шуман. За словами Соуелла, деякі діти протягом певного періоду в дитинстві розвиваються нерівномірно (асинхронний розвиток) через швидкий і надзвичайний розвиток аналітичних функцій мозку. Це може тимчасово «забирати ресурси» у сусідніх функцій, таких як розвиток мови. 

### Політика
У колонці 2009 року під назвою «Спадщина Буша» Соуелл оцінив президента Джорджа Буша як «суперечливу особистість», але «шановану людину». 
Соуелл заявив, що ЗМІ «фільтрують і перекручують» свої репортажі про аборти і виступив проти абортів за статтю дитини. У 2018 році він назвав Джорджа Вашингтона, Авраама Лінкольна, Рональда Рейгана і Кальвіна Куліджа президентами, які йому подобалися.

### Дональд Трамп
Соуелл різко критикував кандидата в президенти від Республіканської партії Дональда Трампа і неохоче підтримав Теда Круза на праймеріз Республіканської партії 2016 року, критикуючи і його, заявляючи, що «ми можемо вибирати тільки серед тих, хто насправді доступний». Під час праймеріз Республіканської партії 2016 року Соуелл критикував Трампа, ставлячи під сумнів, чи має Трамп «якісь принципи, крім просування Дональда Трампа?». За два тижні до президентських виборів 2016 року Соуелл рекомендував голосувати за Трампа, а не за Гілларі Клінтон, оскільки його буде «легше імпічментувати». У 2018 році, коли його запитали про його думку щодо президентства Трампа, Соуелл відповів: «Я думаю, що він кращий за попереднього президента [Барака Обаму]». Під час інтерв'ю в 2019 році Соуелл захищав Трампа від звинувачень у расизмі.
У 2025 році Соуелл розкритикував тарифи Трампа «Дня визволення», порівнявши їх з тарифами Смута-Хоулі 1930 року, що були введені на початку Великої депресії. Соуелл попередив, що тарифи можуть спровокувати глобальну торговельну війну, що призведе до «значного скорочення міжнародної торгівлі». Він також попередив, що непередбачуваність політики може призвести до того, що люди будуть триматися за свої гроші, що спричинить економічні наслідки, подібні до тих, що спостерігалися під час Великої депресії.

### Президентська номінація Джо Байдена
У 2020 році Соуелл написав, що якщо кандидат від Демократичної партії Джо Байден виграє президентські вибори 2020 року, це може означати точку неповернення для Сполучених Штатів, переломний момент, подібний до падіння Римської імперії. В інтерв'ю в липні 2020 року він заявив: «Римська імперія подолала багато проблем за свою довгу історію, але зрештою вона дійшла до точки, коли не могла більше існувати, і значною мірою це сталося зсередини, а не тільки через напади варварів ззовні». Соуелл написав, що якщо Байден стане президентом, Демократична партія отримає величезний контроль над країною, і якщо це станеться, вона може об'єднатися з «радикальною лівицею», і такі ідеї, як скасування фінансування поліції, можуть втілитися в життя. 

### Освіта
Соуелл писав про освіту протягом усієї своєї кар'єри. Він обстоював необхідність реформи шкільної системи в США. У своїй книзі «Чартерні школи та їхні вороги» (2020) Соуелл порівнює результати навчання школярів, які навчаються в чартерних школах, з результатами навчання в звичайних державних школах. У своєму дослідженні Соуелл спочатку пояснює необхідність і свою методологію вибору порівнянних учнів — як за етнічною, так і за соціально-економічною ознакою — перед тим, як перелічити свої висновки. Він доводить, що чартерні школи в цілому демонструють значно кращі результати навчання, ніж звичайні школи. 
Соуелл стверджує, що багато шкіл у США не відповідають потребам дітей, що «індоктринація» замінила належну освіту, а профспілки вчителів просувають шкідливу освітню політику. Соуелл стверджує, що багато шкіл стали монополіями освітньої бюрократії. 
У своїй книзі «Освіта: припущення проти історії» (1986) Соуелл аналізує стан освіти в американських школах і університетах. Зокрема, він досліджує досвід чорношкірих та інших етнічних груп в американській системі освіти та визначає фактори і закономірності, що лежать в основі як успіху, так і невдач. 

## Відгуки
Класичні ліберали, лібертаріанці та консерватори різних дисциплін позитивно оцінили роботу Соуелла.  Серед них він відзначається оригінальністю, глибиною та широтою поглядів, чіткістю висловлювань та ретельністю досліджень. Публікації Соуелла були позитивно сприйняті економістами Стівеном Плаутом, Стівом Г. Ханке Джеймсом М. Бьюкененом; і Джоном Б. Тейлором; філософами Карлом Коеном і Тібором Мачаном; істориком науки Майклом Шермером; есеїстом Джеральдом Ерлі; політологами Абігайл Тернстром і Чарльзом Мюрреєм; психологами Стівеном Пінкером  і Джонатан Гайдт; а також Йозеф Йоффе, видавець і редактор Die Zeit. Стів Форбс у своїй колонці 2015 року заявив, що «це скандал, що економіст Томас Соуелл не отримав Нобелівську премію. Ніхто з живих не написав стільки глибоких, ґрунтовно досліджених книг».
Натан Дж. Робінсон заявив, що Соуел «не привертає великої уваги з боку провідних вчених в академічних колах, і лише деякі з його книг рецензуються провідними ліберально налаштованими виданнями».  Він припустив, що це може бути пов'язано з тим, що «його книги рідко посилаються на основну академічну літературу з теми, про яку він пише», і він часто «опускає важливі дані, які могли б послабити його позицію», наводячи як приклад його праці про політику мінімальної заробітної плати та безробіття.  Економіст Джеймс Б. Стюарт написав критичну рецензію на книгу «Чорні селяни та білі ліберали», назвавши її «останньою сальвою в безперервній кампанії Томаса Соуелла, спрямованій на представлення нібито дисфункціональних ціннісних орієнтацій та поведінкових характеристик афроамериканців як головних причин стійких економічних і соціальних диспропорцій». Він також критикував її за применшення впливу рабства. Особливо в чорних громадах у 1980-х роках Соуелл став, за словами історика Майкла Ондаатдже, «персоною нон ґрата, людиною, яка, як відомо, говорить про афроамериканців, а не з ними».  Економіст Бернадетт Чачер, професор права Річард Томпсон Форд та соціологи Вільям Джуліус Вілсон і Річард Кофлін  критикували деякі його роботи.
Критика стосується ігнорування дискримінації жінок на ринку праці в роботі «Риторика чи реальність?», методології «Раса і культура: світогляд», та зображення протилежних теорій в «Інтелектуали і раса». Економіст Дженніфер Доліак критикувала працю «Дискримінація та нерівність», стверджуючи, що статистична дискримінація є реальною і поширеною (Соуелл стверджує, що існуючі расові нерівності в основному зумовлені точним сортуванням на основі основних характеристик, таких як освіта), і що втручання уряду може досягти суспільних цілей і зробити ринки більш ефективними.[114] Колумніст Стівен Перлштейн критикував працю «Багатство, бідність і політика». 

## Особисте життя
Соуелл був одружений з Алмою Джин Парр з 1964 по 1975 рік, а в 1981 році одружився з Мері Еш. Він має двох дітей.